# Terekayschildpad
De terekay of terekayschildpad (Podocnemis unifilis) is een schildpad uit de familie scheenplaatschildpadden (Podocnemididae).

## Naam en indeling
De wetenschappelijke naam van de soort werd voor het eerst voorgesteld door Franz Hermann Troschel in 1848. Eerder werd door August Friedrich Schweigger in 1812 de naam Emys cayennensis gebruikt maar deze wordt als ongeldig beschouwd. In het verleden werd verschillende malen de naam Podocnemis cayennensis gebruikt voor deze soort waardoor de verouderde naam nog opduikt in de literatuur.
De soortaanduiding unifilis betekent vrij vertaald 'enkele draad' en slaat op de meestal enkelvoudige baarddraad, de meeste schildpadden met dergelijke structuren hebben er twee of drie.

## Uiterlijke kenmerken
De gemiddelde schildlengte bedraagt meestal niet meer dan 45 centimeter met uitschieters tot bijna 48 centimeter, vrouwtjes worden iets groter dan mannetjes. De kleur van het schild is meestal donkergrijs tot zwart met een gele schildrand en enkele helder gele vlekken op de kop. Deze gele delen vormen geen strepen in tegenstelling tot veel andere soorten zoals de diadeemschildpad (Hardella thurjii).
Het rugschild of carapax is enigszins plat van vorm maar heeft wel een duidelijk verhoogd middendeel. Het schild is ovaal van vorm en wordt niet breder naar de achterzijde zoals bij veel verwante soorten voorkomt. De randen van het schild lopen iets verder door naar beneden en bij oudere dieren worden de rugplaten bultiger. Soms is een lage lengtekiel aanwezig op het midden van het schild. Mannetjes zijn van vrouwtjes te onderscheiden door een dikkere en langere staart. Ook behouden ze een deel van de koptekening die ze als juveniel hebben, in tegenstelling tot de vrouwtjes. Juvenielen hebben tevens een duidelijke lengtekiel die grotendeels verdwijnt naarmate ze ouder worden.
De nek van de terekayschildpad is niet opvallend lang maar wordt desondanks zijdelings teruggetrokken en past niet onder het schild. De kop is kort en relatief klein, de snuitpunt is spits. De meeste exemplaren hebben een enkele baarddraad aan de keel, maar soms komen twee baarddraden voor.
De plastronformule is in de regel als volgt: pect > abd > fem > intergul > an > gul > hum.

## Levenswijze
De schildpad is sterk van water afhankelijk en komt er alleen uit om te zonnen en de eitjes af te zetten. Op het menu staat voornamelijk plantaardig materiaal zoals in het water gevallen fruit en waterplanten, vooral waterhyacinten worden gegeten. Daarnaast worden ook wel weekdieren en insecten buitgemaakt.
De vrouwtjes zetten hun eieren samen met andere vrouwtjes af. Het aantal eieren loopt op tot 28 per nest, de eieren komen na ongeveer twee maanden uit. De eieren zijn wit van kleur en hebben een harde schaal. Ze zijn langwerpig van vorm en meten ongeveer 23 bij 39 millimeter. De eieren worden in het noorden van het areaal afgezet van januari tot maart en in het zuiden van november tot februari. De schildpad kan meer dan 20 jaar oud worden en vermoed wordt dat een leeftijd van 70 jaar kan worden bereikt.

## Verspreiding en habitat

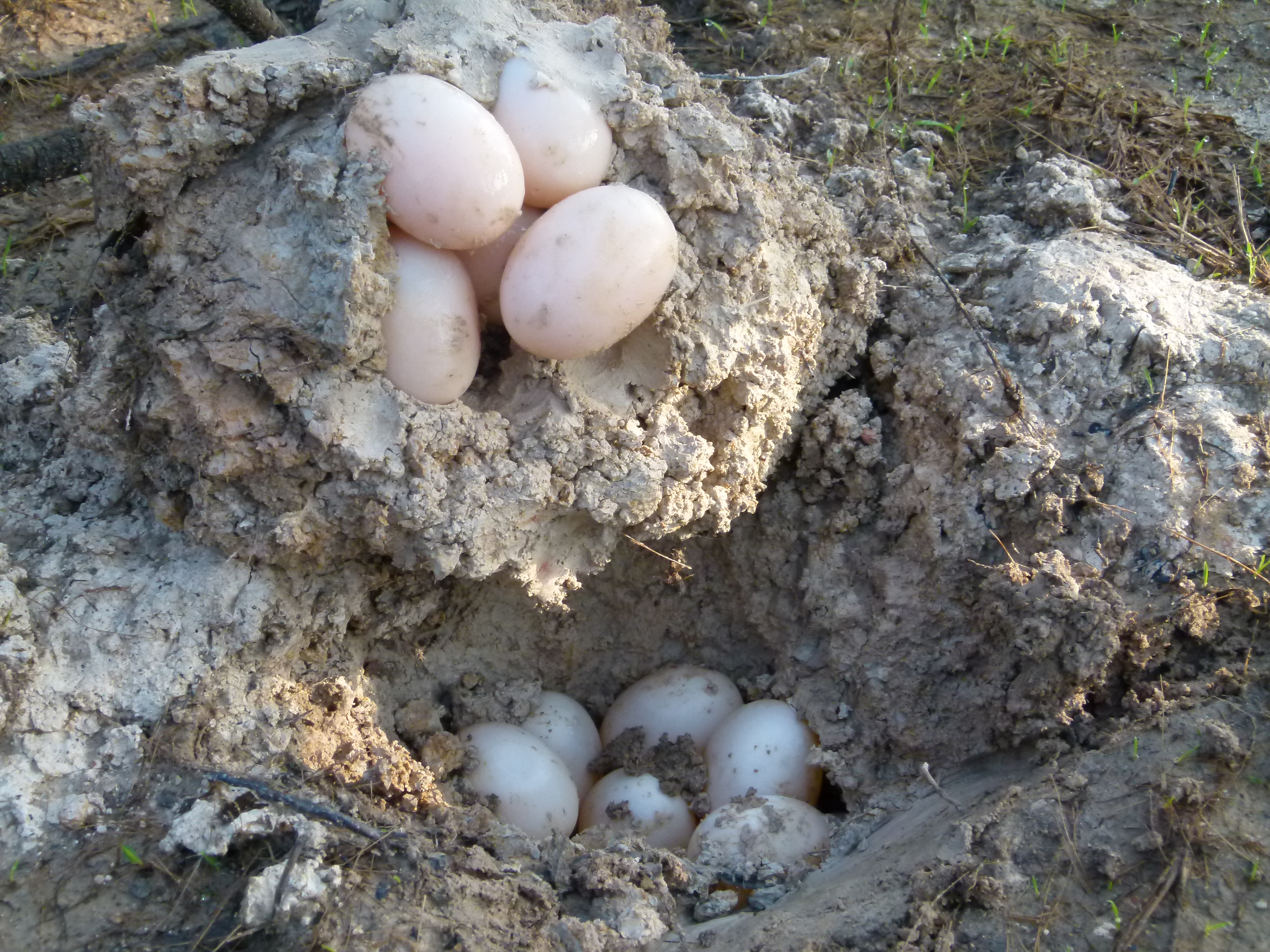
Eieren van de schildpad in Brazilië.

De terekayschildpad komt voor in het noorden en midden van Zuid-Amerika en leeft in de landen Guyana, Frans-Guyana, Venezuela, Colombia, Ecuador, Peru, Bolivia, Venezuela, Brazilië, mogelijk in Trinidad en Tobago. De soort is vrij sterk aan water gebonden. De habitat bestaat uit moerassen, ondergelopen weilanden, bosranden en heidevelden in vochtige laaggelegen gebieden. De schildpad bewoont hier wat kleine rustige wateren zoals rivierarmen.

## Beschermingsstatus
De schildpad werd vroeger hevig bejaagd om het vlees, deze soort schijnt beter te smaken dan andere soorten. Met name nestelende vrouwtjes zijn een gemakkelijke prooi, ze werden onder andere met netten gevangen. Ook werden de dieren massaal gevangen voor de handel in exotische dieren, maar dit is tegenwoordig verboden. Door de internationale natuurbeschermingsorganisatie IUCN is de beschermingsstatus 'kwetsbaar' toegewezen (Vulnerable of VU).